# シノルニトミムス
シノルニトミムス（学名:Sinornithomimus、「中国の鳥もどき」の意味）。後期白亜紀約9000万年前内モンゴル自治区（中国）の烏蘭蘇海層に生息していたオルニトミムス科の恐竜の属。

## 概要

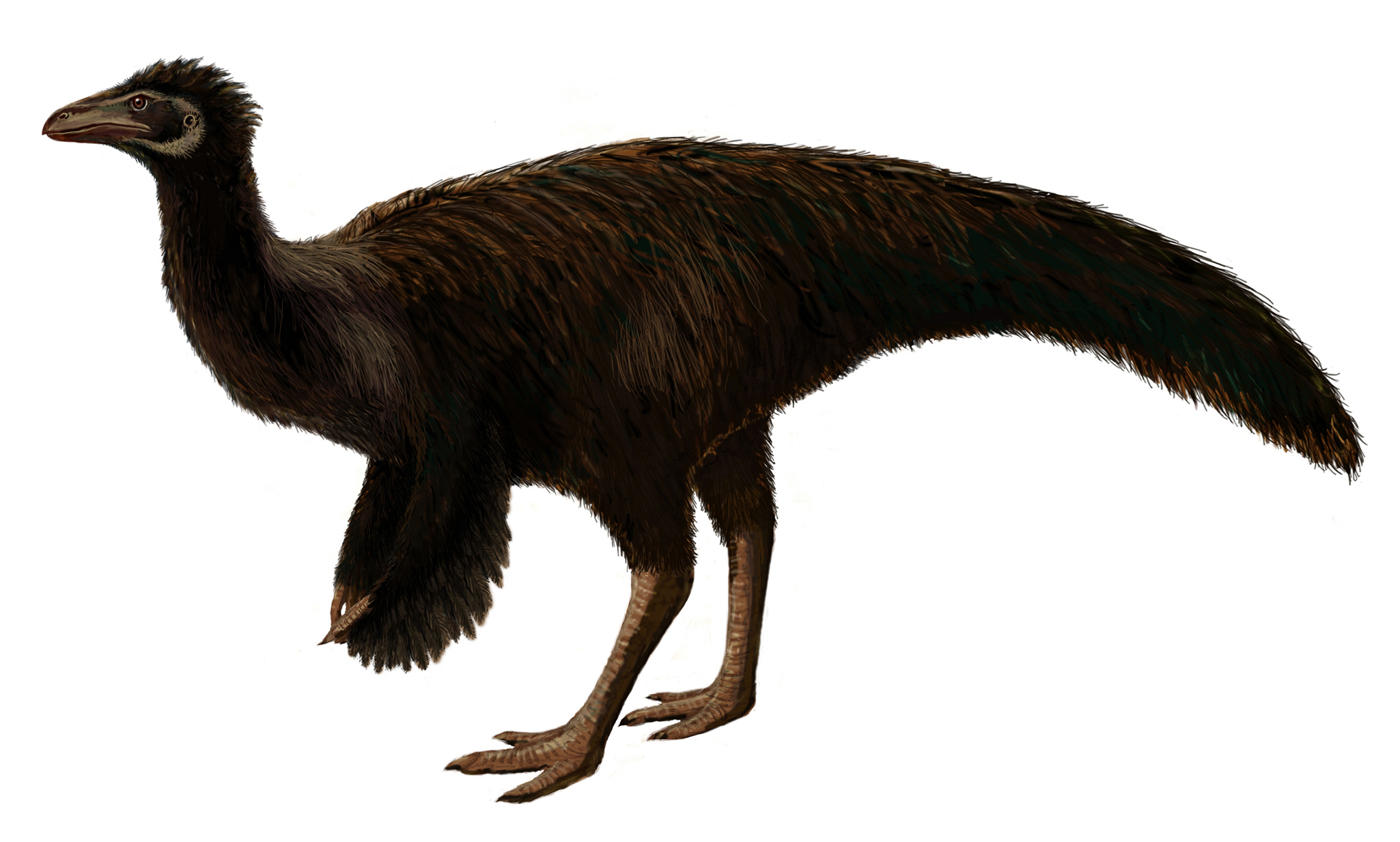
シノルニトミムスの想像生態復元図

化石は14頭見つかっており、化石から群れで行動していたと考えられている。群れごと泥沼に埋まったため群れの化石が見つかったと思われる。化石から胃石が見つかっているため、胃の中で植物をすりつぶし飲み込んで食べていたと考えられている。獣脚類で胃石を持っていたことを示す初めての化石である。オルニトミムス類としては短い首と頭や3本の爪のある細長い指が特徴がある。推定全長は約2.5メートルでオルニトミムス類の中で小柄なほうである。また、成体は見つかっていないと考えられている。体重は不明である。嘴の顎は歯が無く、植物を食べのに適していた。チランタイサウルスとシャオチロンと共存した。